# وو اون-جونگ
وو اون-جونگ (انگلیسی: Woo Eun-joung) یک تکواندوکار اهل کره جنوبی است.
وی در مسابقات قهرمانی تکواندو جهان ۱۹۹۷ در هنگ کنگ، با شکست دادن آیرین روییز در بازی نیمه نهایی و مونیا بورگیگ در بازی نهایی، در دسته میان‌وزن، مدال طلا را از آن خود کرد.